# 登野城尖閣
登野城尖閣（日语：／ Tonoshirosenkaku）是日本沖繩縣石垣市的大字。日本方面將尖閣諸島（釣魚臺列嶼）全域劃入此字。郵便番號為907-0031。

## 地理
日本方面將位於八重山列島以北約90海里、臺灣以東北約120海里東中國海（东海）域的尖閣諸島（釣魚臺列嶼）全域劃入登野城尖閣，這些島嶼均為無人島。2012年9月以来，久場島（黄尾屿）以外的島嶼成為國有地，由海上保安廳管理。
各島對應地番如下：
- 2390番地：南小島
- 2391番地：北小島
- 2392番地：魚釣島（釣魚臺）
- 2393番地：久場島（黄尾屿）
- 2394番地：大正島（赤尾嶼）

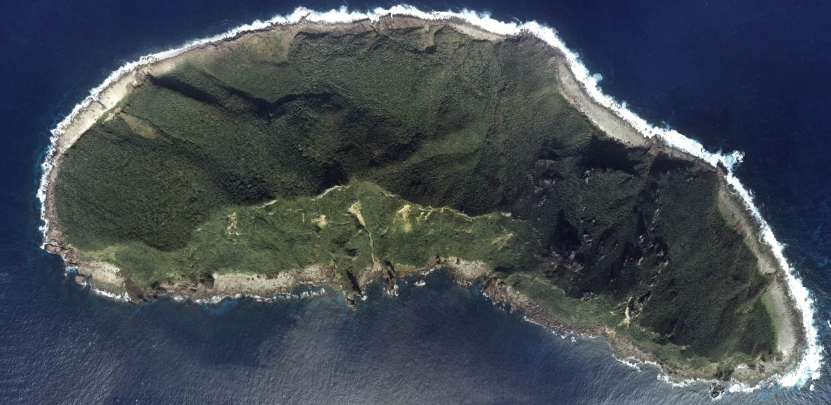
魚釣島
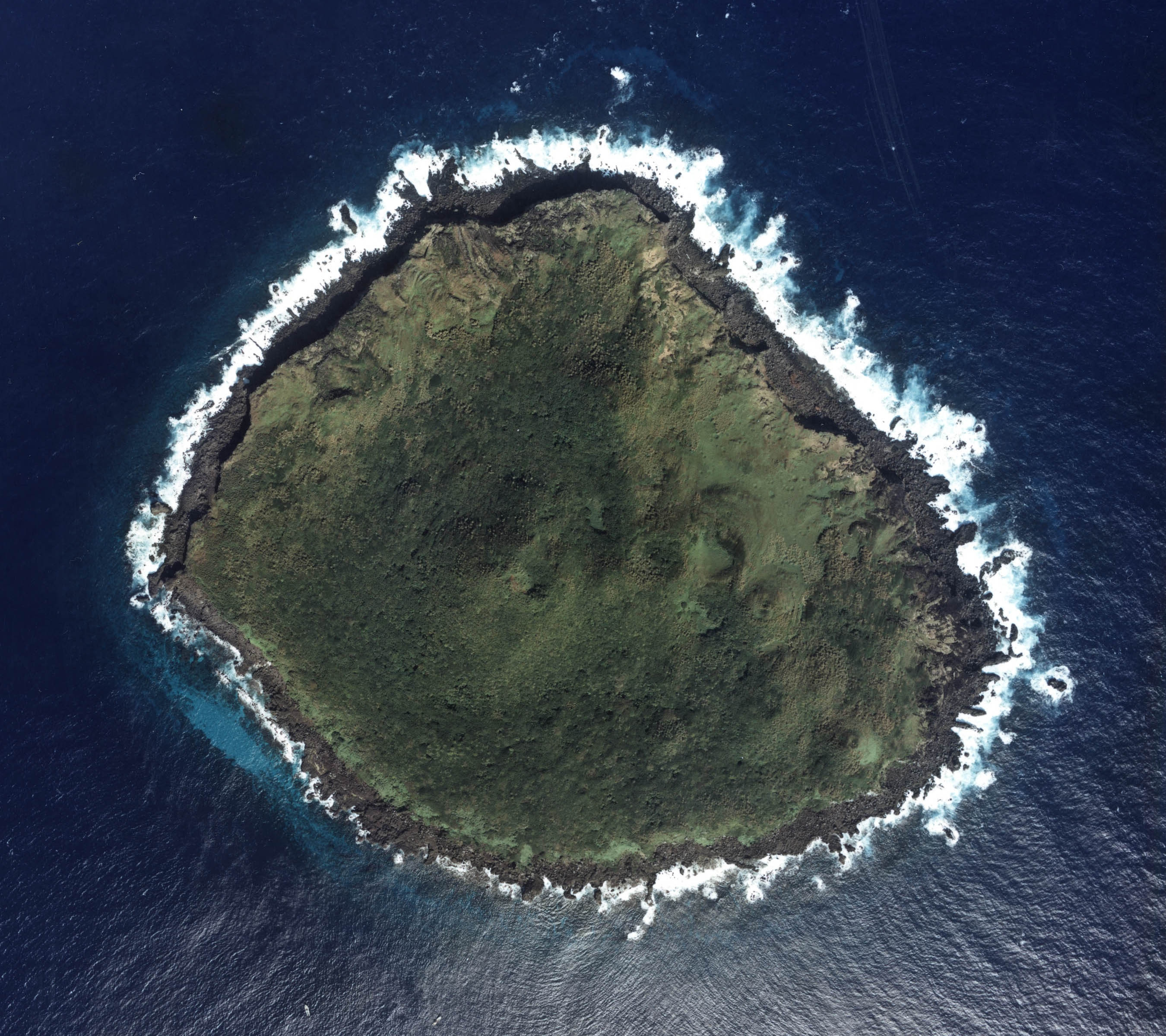
久場島
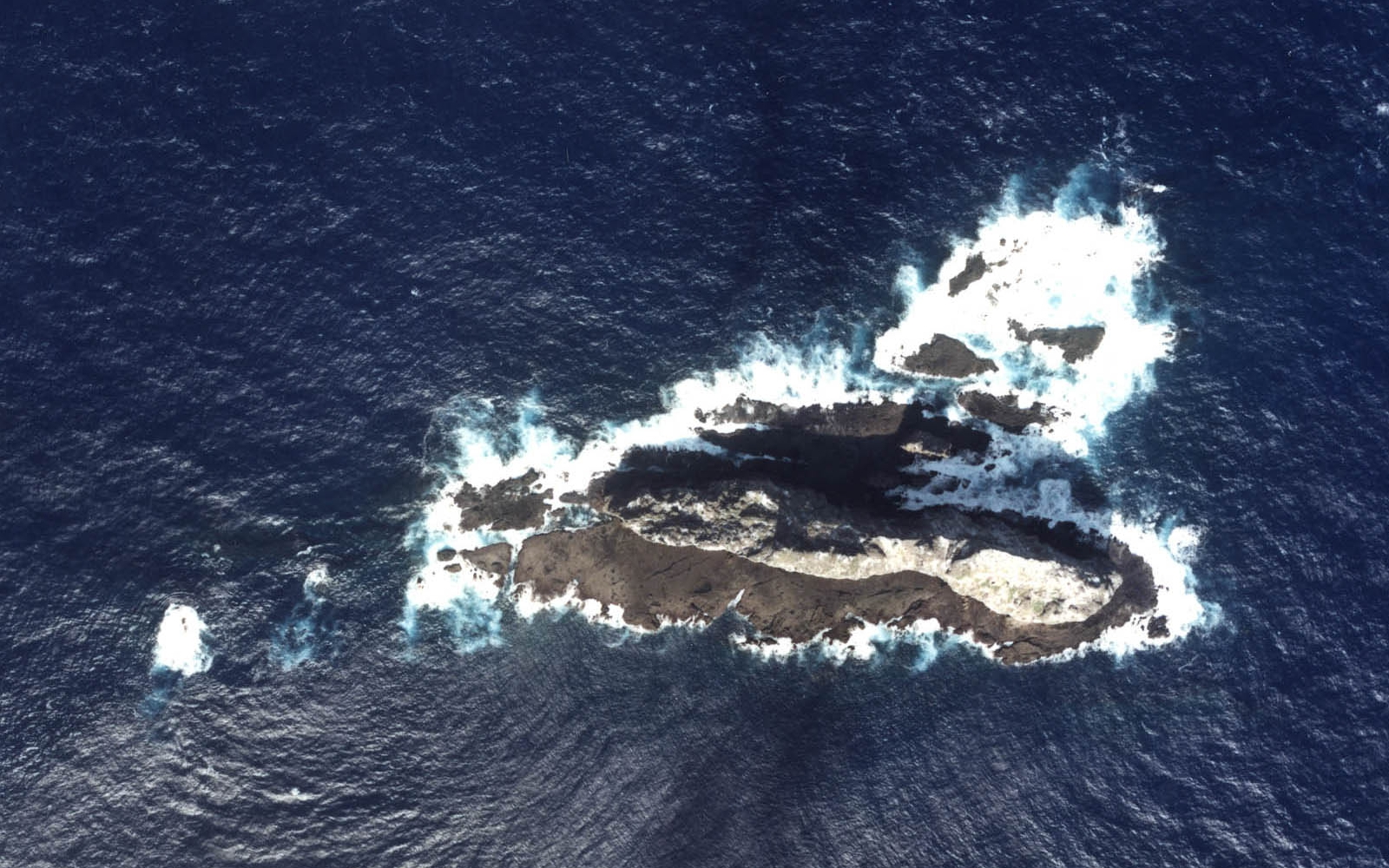
大正島
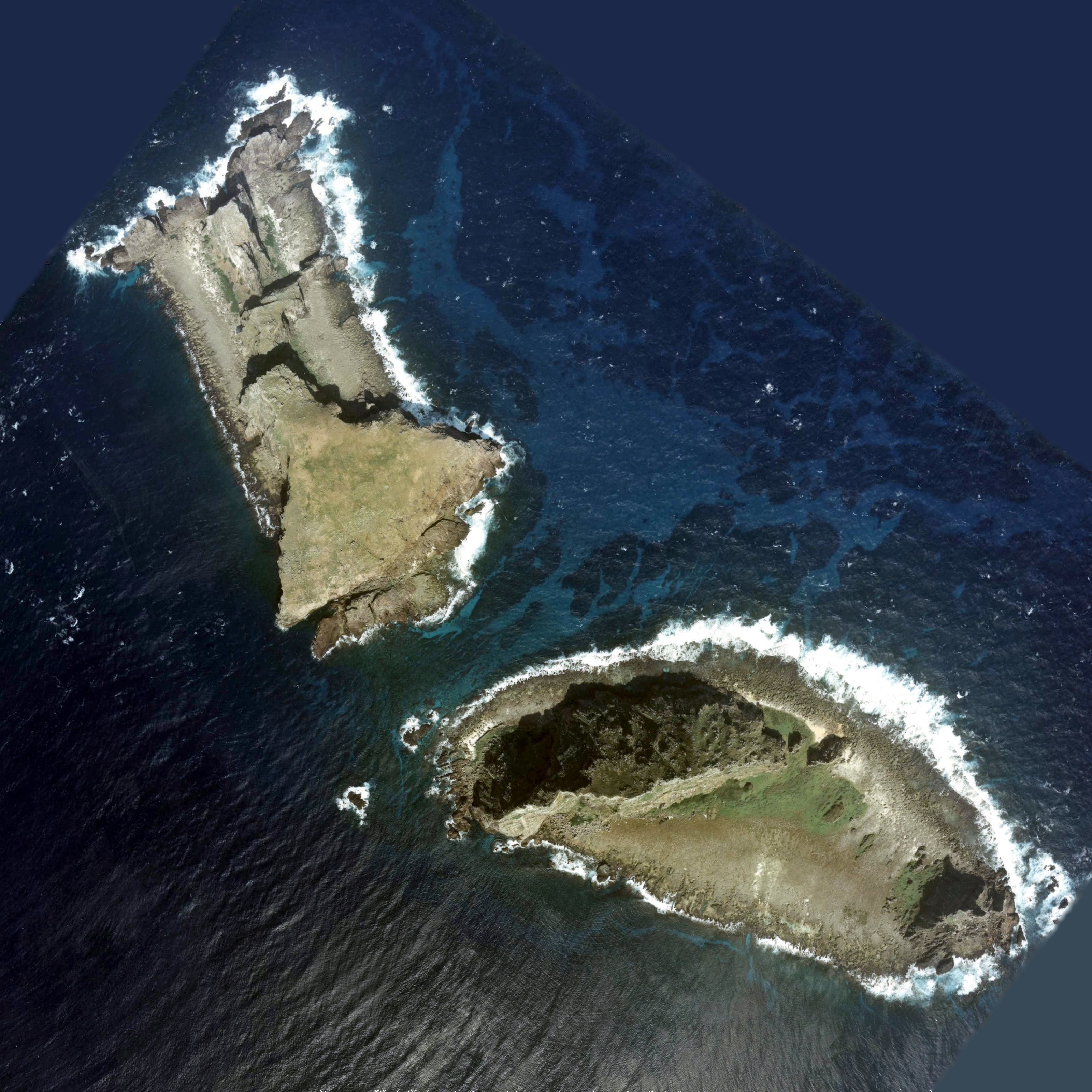
北小島與南小島
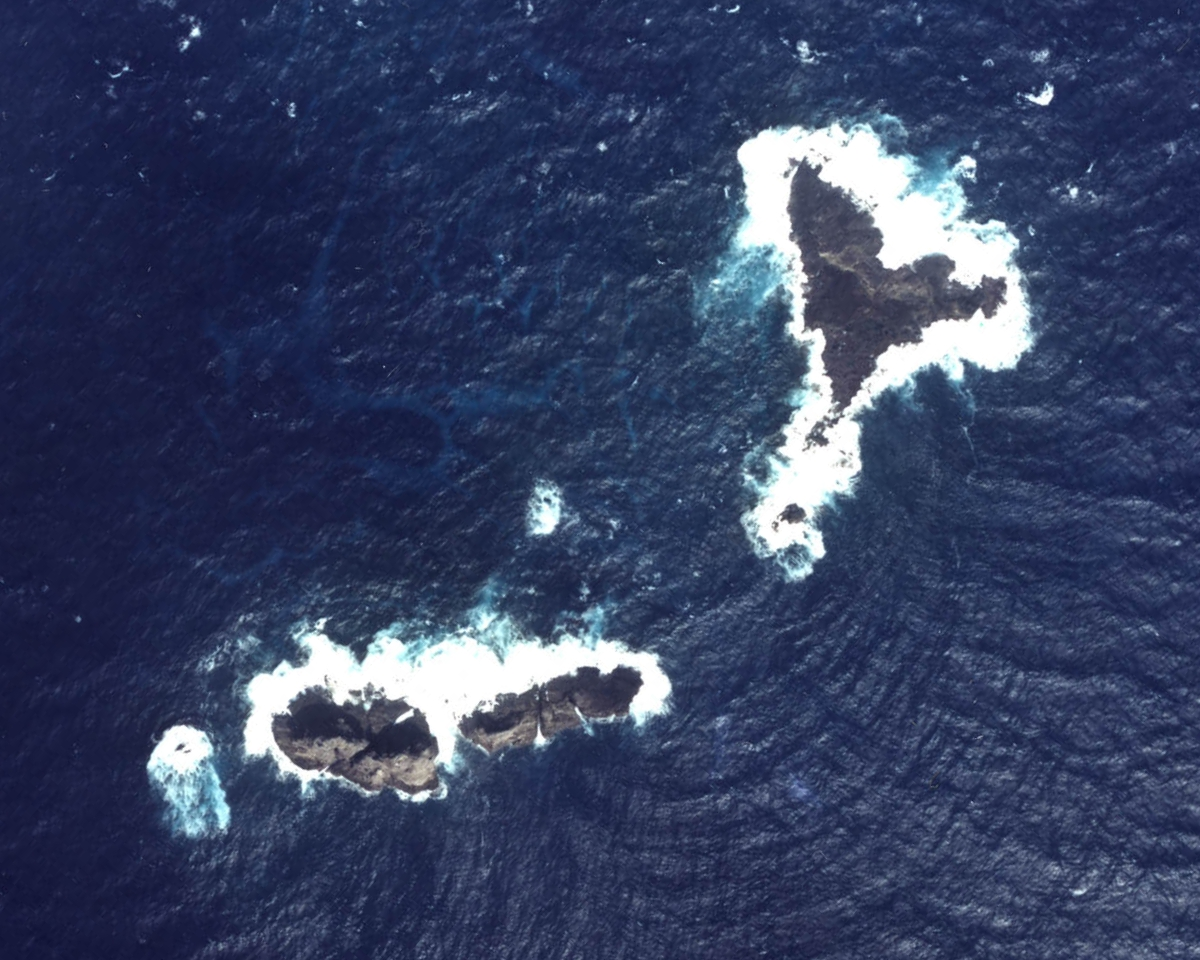
沖之北岩（沖北岩）
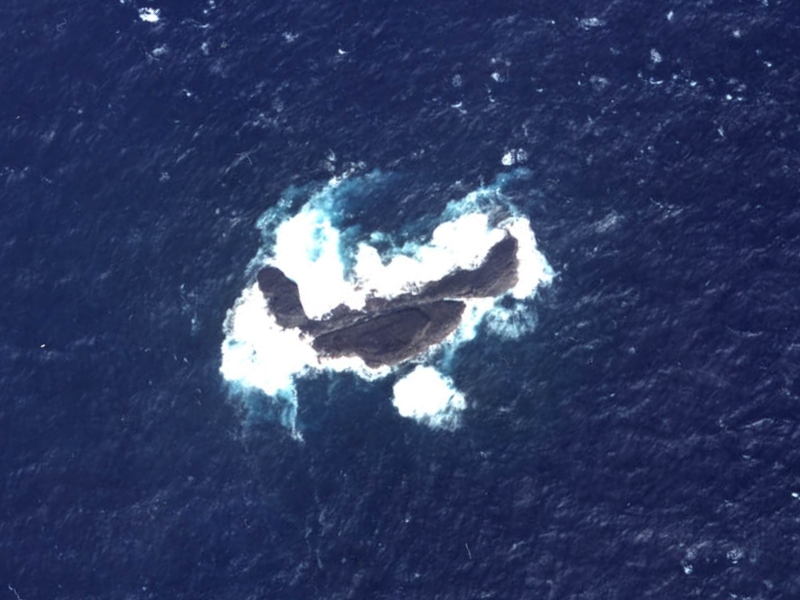
沖之南岩（沖南岩）
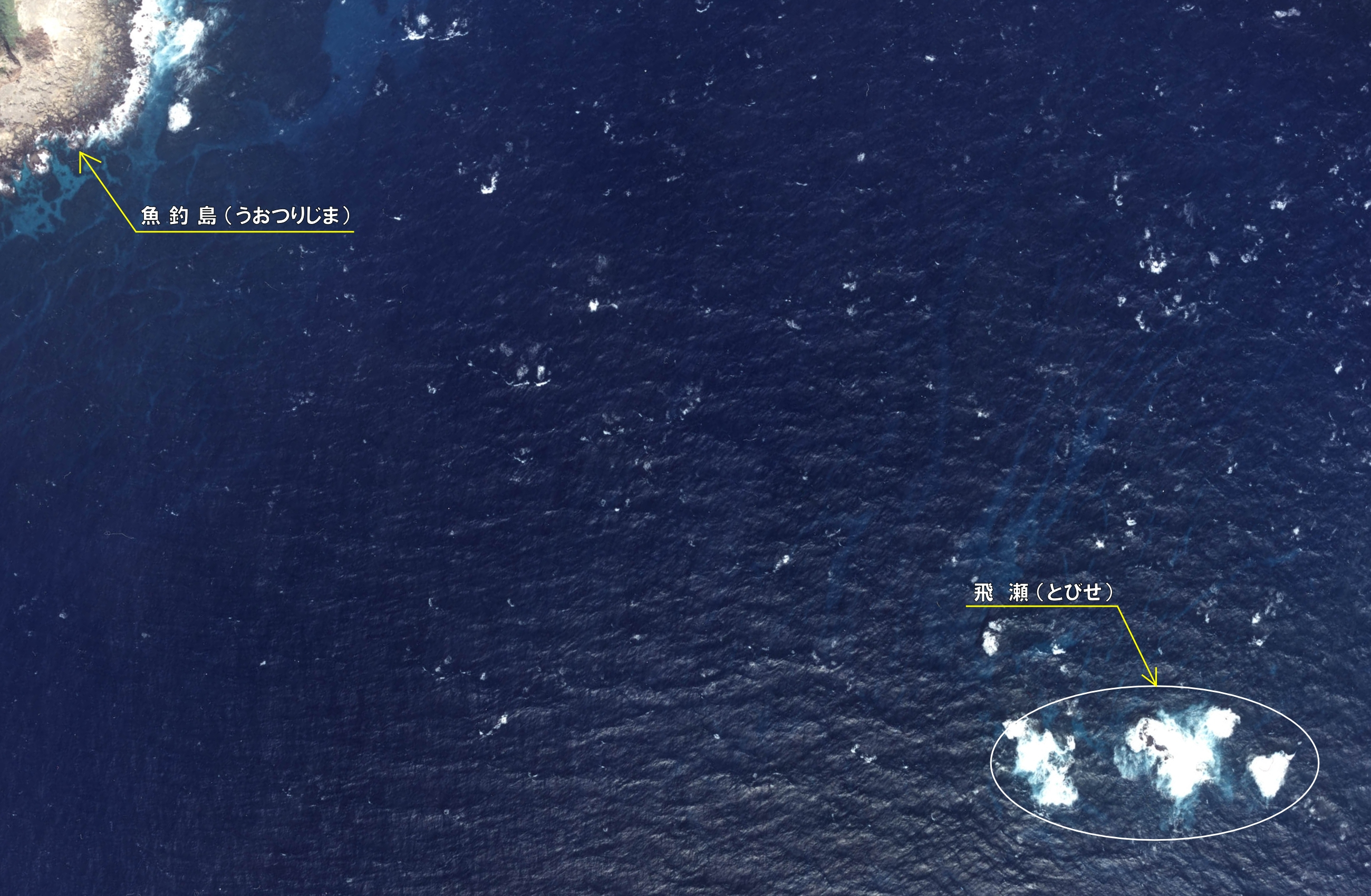
飛瀨

## 歷史

### 編入日本
日本政府自1885年（明治18年）開始調查該地各島嶼領有權，由於認為清朝領有權未及該地，1895年（明治28年）1月14日閣議決定在該地建立標誌，編入日本。該地於1896年（明治29年）編入八重山郡，1903年（明治36年）歸入登野城村，並獲分配地番。1908年（明治41年）島嶼町村制實施，八重山郡設立八重山村，該地歸入八重山村的大字「登野城」，登野城於1914年（大正3年）八重山村分割時歸入石垣村。

### 美國統治
1945年（昭和20年），日本在第二次世界大战戰敗，美國軍事占領沖繩縣。1946年（昭和21年）7月發行的琉球列島美國軍政府活動報告書第1号開始，美國的公告一直將該地包含於琉球列島。1947年（昭和22年）石垣町實行市制，改為石垣市，該地歸入石垣市字登野城，對應2390番地至2394番地。1952年（昭和27年）因應《舊金山和約》正式由美國管理。

### 国有化
1972年（昭和47年）5月15日美國將沖繩交還日本，日本主張該地包含於其中。2012年（平成24年）日本政府以20.5億日圓從民間人士購買該地的3個島嶼（魚釣島、北小島、南小島），將其國有化。
2015年（平成27年）9月將該地大字由「登野城」改為「登野城尖閣」的陳情書向石垣市提出，次年起市議会開始審議。2017年（平成29年）9月，石垣市長中山义隆宣布將在定例市議会提出字名變更議案。之後到了11月末，石垣市確定次月定例市議会的方針，但因需與國家協調而推遲至次年。之後2019年（平成31年）3月的市議会上，石垣市宣布暫時推遲的方針。
2020年（令和2年）6月9日變更字名的議案向市議会提出，理由是石垣市的行政手續曾存在將該地與石垣島内登野城地域混淆的事例，變更字名可以區別兩者，提高行政效率。議案於6月22日的市議会以13票贊成、8票反對通過。同年10月1日該地字名由登野城改為登野城尖閣，郵便番號指定為907-0031。字名變更後番地並未變更。

## 本籍
該地歸於登野城的時候，就同北海道北方領土（南千岛群岛，俄羅斯實際統治）與岛根县隱岐郡隱岐之島町竹島（獨島，大韩民国實際統治）一樣，有日本人將其作為本籍所在地。據2011年報導，有約20人以尖閣諸島為本籍，2012年2月倍增至41人。